# هان هان
هان هان (بالصينية: 韩寒) (و. 1982  م) هو كاتب، وموسيقي، ومنتج أسطوانات، ومغني، وسائق سيارة سباق صيني، ولد في شانغهاي.

## روابط خارجية
- هان هان على موقع IMDb (الإنجليزية)
- هان هان على موقع ألو سيني (الفرنسية)
- هان هان على موقع ميوزك برينز (الإنجليزية)
- هان هان على موقع قاعدة بيانات الفيلم (الإنجليزية)
- هان هان على موقع eWRC-results.com (الإنجليزية)